# Maga-Stausee
Der Maga-Stausee ist ein Stausee in Kamerun.

## Lage
Der See liegt in der Region Extrême-Nord unmittelbar an der Grenze zum Tschad, ca. 150 km südlich von N’Djamena. Der Damm ist 25 km lang und grenzt an die Stadt Maga, die sich direkt im Norden des Sees befindet. 

## Nutzung
Der Damm wurde 1979 von der Organisation SEMRY in Betrieb genommen, um ein Bewässerungssystem für den Reisanbau zu schaffen. Dafür wurde ein Seitenarm des Logone im Überschwemmungsgebiet des Flusses gestaut und der Fluss in seinem weiteren Verlauf eingedeicht. Es zeichnete sich allerdings bald ab, dass der ökonomische Erfolg weitgehend ausblieb.

## Ökologie
Die ökologischen Folgen des Dammes sind schwerwiegend. Im weiteren Verlauf des ursprünglichen Überschwemmungsgebietes befindet sich der Waza-Nationalpark, der durch das Bauwerk beeinträchtigt wird. Daher wurde 1994 der Damm versuchsweise geöffnet, um die Regenerationsfähigkeit des Ökosystems zu überprüfen.
Der See gilt als wichtiges Rückzugsgebiet für Wasservögel in der Trockenzeit.

## Galerie

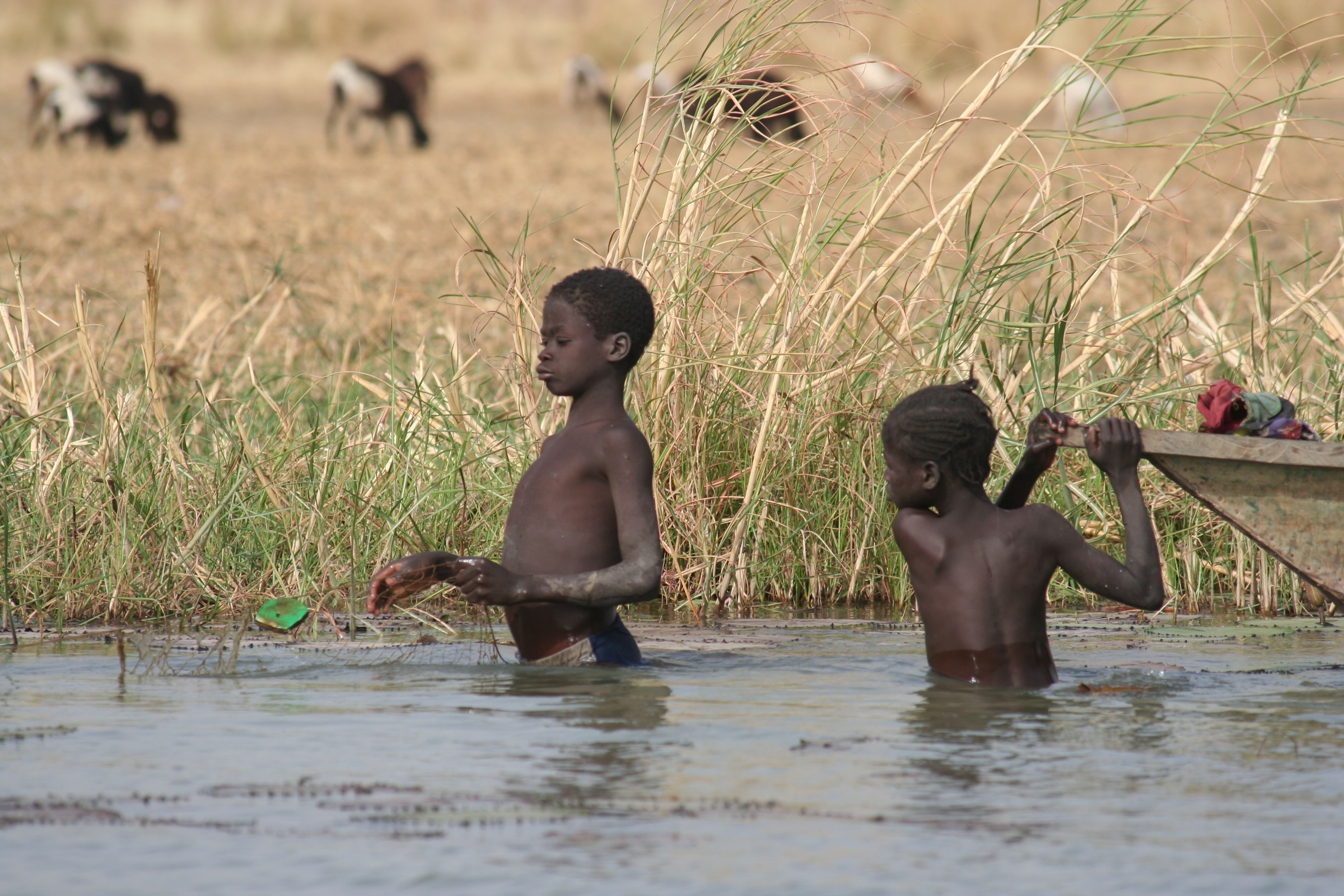
Kinder angeln im Lago Maga.
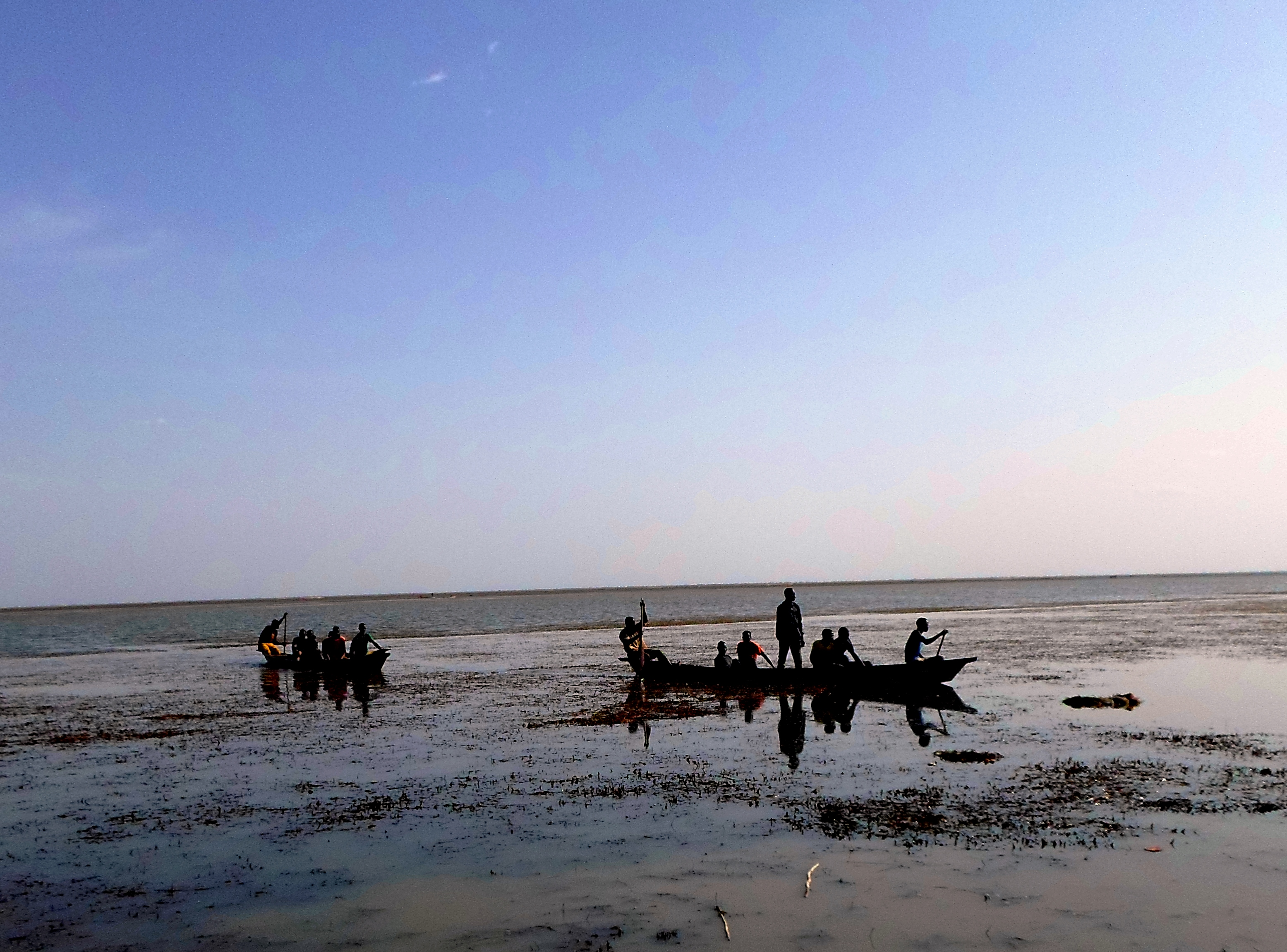
Rückkehr vom Angeln.
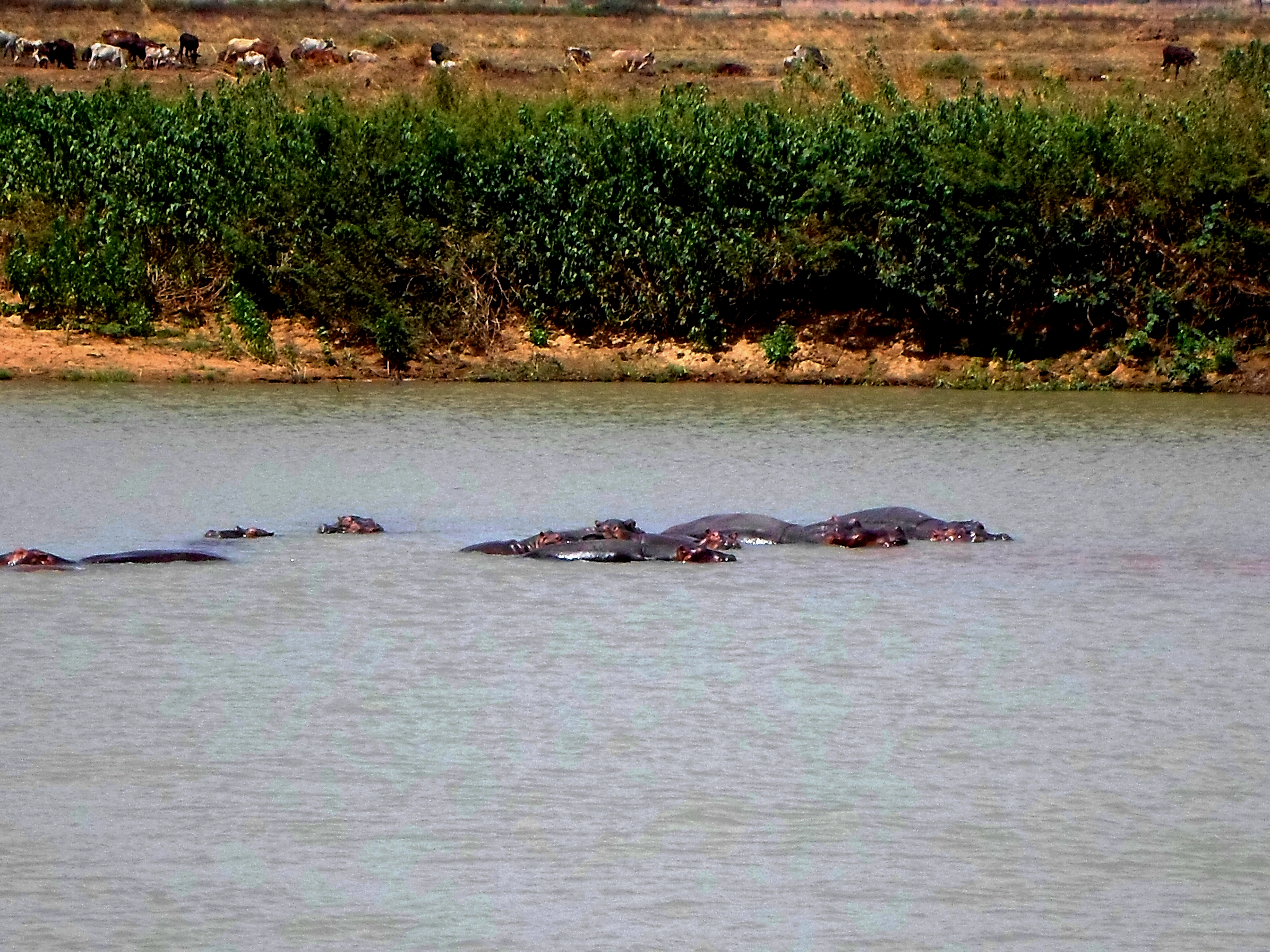
Nilpferde im See Maga.